# ال کوگل
ال کوگل (به اسپانیایی: El Cogul) یک منطقهٔ مسکونی در اسپانیا است که در گاریگوس واقع شده‌است. ال کوگل ۱۷٫۵ کیلومتر مربع مساحت دارد ۲۷۹ متر بالاتر از سطح دریا واقع شده‌است.